# Carl Wieman
Carl Edwin Wieman (sinh ngày 26.3.1951) là nhà vật lý người Mỹ ở Đại học British Columbia đã đoạt Giải Nobel Vật lý năm 2001 cho việc sản xuất Ngưng tụ Bose-Einstein đích thực đầu tiên trong năm 1995 chung với Eric Allin Cornell,.

## Cuộc đời và Sự nghiệp
Wieman sinh tại Corvallis, Oregon, tốt nghiệp trung học ở trường Corvallis High School. Ông đậu bằng cử nhân khoa học ở Học viện Công nghệ Massachusetts năm 1973 và bằng tiến sĩ ở Đại học Stanford năm 1977.
Trong nhiều năm qua, Wieman đã có nhiều nỗ lực nghiên cứu nhằm cải tiến việc giáo dục khoa học. Hiện nay ông là chủ tịch Ban Giáo dục Khoa học của Viện hàn lâm Khoa học quốc gia Hoa Kỳ. Ông đã sử dụng và khuyến khích dùng phương pháp "peer instruction" (giảng dạy ngang hàng) của Eric Mazur, một hệ thống sư phạm mà các giáo viên nhiều lần đưa ra các câu hỏi multiple-choice (có nhiều chọn lựa) để các sinh viên trả lời ngay tức khắc bằng một thiết bị (không dây) nhấn nút. Nếu phần lớn sinh viên trong lớp chọn phải câu trả lời sai thì họ phải bàn bạc với nhau và trả lời lại. 
Wieman là người sáng lập và là trưởng dự án PhET (Physics Education Technology Project), một dự án hướng dẫn trên trang web của trường Đại học Colorado cung cấp một dãy nhiều các mô phỏng để cải thiện cách dạy và học vật lý, hóa học, sinh học, khoa học Trái Đất và toán học. Link. Ông cũng là thành viên trong Ban cố vấn của Liên hoan Khoa học và Kỹ thuật Hoa Kỳ.
Ngày 1.1.2007 Wieman gia nhập ban giáo sư Đại học British Columbia và lãnh đạo một chương trình sáng kiến giáo dục khoa học ở đây với quỹ vốn tài trợ 12 triệu dollar Mỹ, nhưng vẫn duy trì liên hệ với Đại học Colorado nơi ông đứng đầu dự án giáo dục khoa học mà ông sáng lập ở đây.
Gần đây Wieman đã được đề cử làm Phó giám đốc Phòng chính sách Khoa học và Công nghệ của Nhà Trắng ngày 24.3.2010. Buổi điều trần của ông trước Ủy ban Thương mại diễn ra ngày 20.5.2010 và ông đã được ủy ban nhất trí thông qua. Ngày 16.9.2010 ông đã được xác nhận bởi sự nhất trí đồng thuận của Quốc hội Hoa Kỳ.

## Giải thưởng và Vinh dự
- Tiến sĩ danh dự của Đại học Chicago (1997)
- Huy chương Lorentz (1998)
- Giải Arthur L. Schawlow về Khoa học Laser (1999) của Hội Vật lý Hoa Kỳ
- Giải Nobel Vật lý (2001) (chung với Eric Allin Cornell và Wolfgang Ketterle cho các nghiên cứu cơ bản về Ngưng tụ Bose-Einstein.[5]
- Năm 2004, ông được bầu là Giáo sư của Năm (Professor of the Year) trong mọi trường đại học và viện nghiên cứu Hoa Kỳ.
- Huy chương Oersted (2007)

## Một số xuất bản phẩm
- Donley, Elizabeth A. (ngày 19 tháng 7 năm 2001). "Dynamics of Collapsing and Exploding Bose−Einstein Condensates". Nature. Quyển 412 số 6844. Neil R. Claussen; Simon L. Cornish; Jacob L. Roberts; Eric A. Cornell; Carl E. Wieman. tr. 295–299. arXiv:cond-mat/0105019. Bibcode:2001Natur.412..295D. doi:10.1038/35085500. PMID 11460153.
- Matthews, Michael R. (1999). "Vortices in a Bose-Einstein Condensate". Phys. Rev. Lett. Quyển 83 số 13. B.P. Anderson; P.C. Haljan; D.S. Hall; C.E. Wieman; E.A. Cornell. tr. 2498–2501. arXiv:cond-mat/9908209. Bibcode:1999PhRvL..83.2498M. doi:10.1103/PhysRevLett.83.2498.
- Walker, Thad (1990). "Collective Behavior of Optically Trapped Neutral Atoms". Phys. Rev. Lett. Quyển 64 số 4. David Sesko and Carl Wieman. tr. 408–411. Bibcode:1990PhRvL..64..408W. doi:10.1103/PhysRevLett.64.408. PMID 10041972.
- Tanner, Carol E. (1988). "Precision Measurement of the Hyperfine Structure of the 133Cs 6P3/2 State". Phys. Rev. A. Quyển 38 số 3. Carl Wieman. tr. 1616–1617. Bibcode:1988PhRvA..38.1616T. doi:10.1103/PhysRevA.38.1616. PMID 9900545.